# Battlesbridge
Battlesbridge – wieś w Anglii, w hrabstwie Essex, w dystrykcie Chelmsford. Leży 15 km na południowy wschód od miasta Chelmsford i 50 km na wschód od Londynu.